# Ludwig von Ast
Ludwig von Ast, voller Name Ludwig Vlegeti von Ast  (* um 1400 verm. in Köln; † 1455) war kurpfälzischer Kanzler bzw. Diplomat, Kanzler der Universität Heidelberg, Domherr in Worms und im Jahr 1445 erwählter Fürstbischof von Worms.

## Herkunft
Seine Familie war in Köln ansässig, nannte sich Vlegeti von Ast und leitete ihre Abstammung von italienischen Kaufleuten aus Asti ab. Zuweilen erscheint der Name deshalb auch als Vlegeti von Asti. Ob die Familie adelig war, ist fraglich, sie gehörte jedoch seit 1387 zur städtischen Bürgerschaft.
Ludwig von Ast wurde geboren als Sohn des aus Italien zugewanderten Kölner Bürgers Anton Vlegeti von Ast und seiner Gattin Stina geb. von Goch, Tochter des Kölner Patriziers Hermann von Goch.

## Leben und Wirken

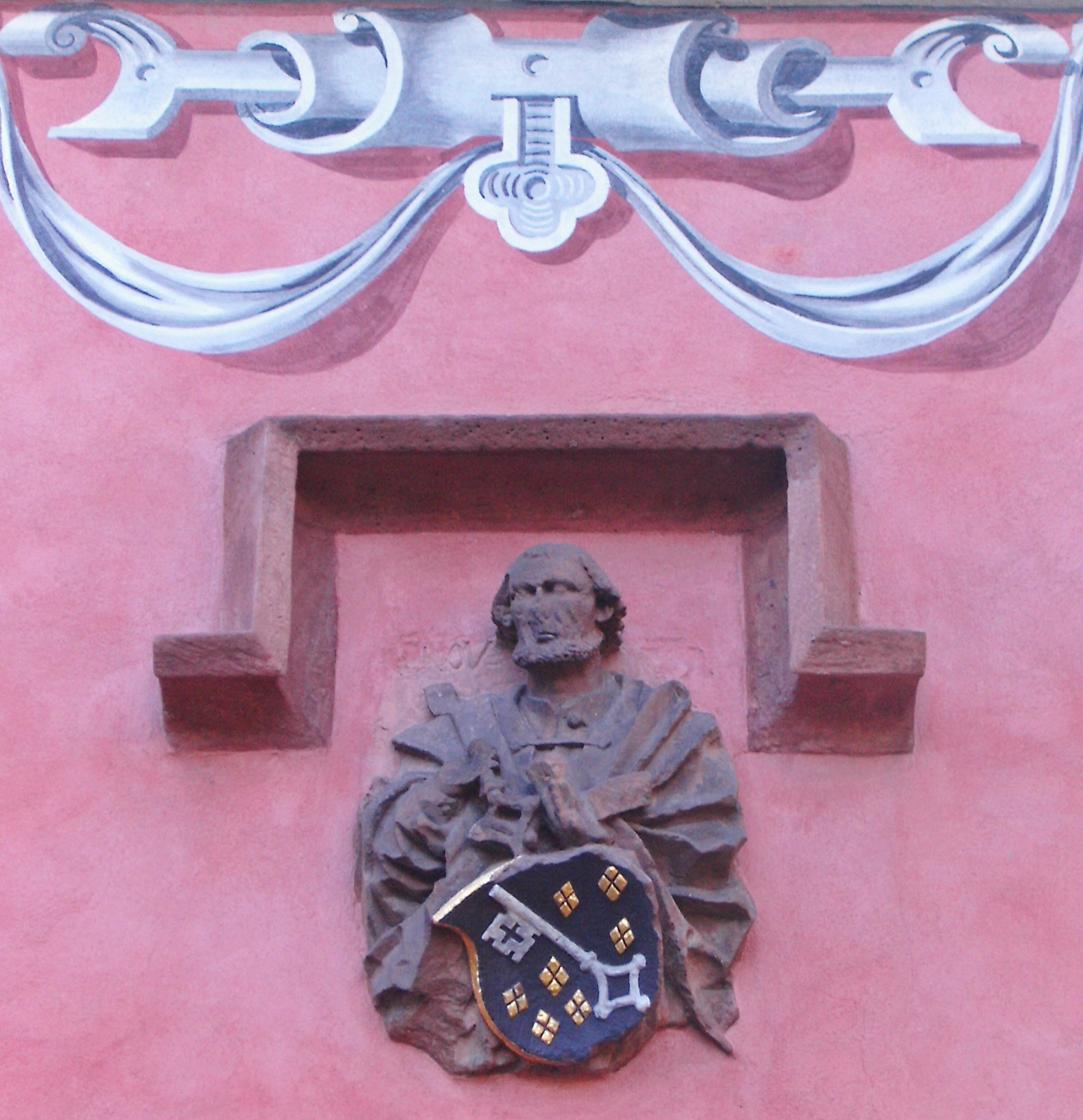
Zeitgenössisches Wormser Bistumswappen am Bischofshof Ladenburg; heutiges Lobdengau-Museum

Er studierte ab 1413 in Köln sowie von 1423 bis 1428 in Heidelberg, wo er in jenem Jahr als erste Person in der Geschichte der Hochschule zum Doktor iuris utriusque (weltliches und geistliches Recht) promovierte. Offenbar erhielt er zu dieser Zeit auch die Priesterweihe; 1423 erscheint er urkundlich als Kleriker des lothringischen Bistums Toul und als Inhaber der kurkölnischen Pfarrei Merzenich.
1429 wurde er Rat und 1433 Kanzler des Kurfürsten Ludwig III. von der Pfalz. Im Stadtarchiv Köln ist eine Ehrenerklärung erhalten, die der Rat der Stadt am 27. März 1430 den Eltern Ludwigs von Ast, zur Vorlage bei Ludwig III. und seinem Bruder Otto I. von der Pfalz ausstellte. Kurfürst Ludwig  III. verwandte Ast auch mehrfach als Gesandten, u. a. an Papst Eugen IV. 1436, im Todesjahr des Herrschers, schied er aus kurpfälzischen Diensten aus, offenbar weil er die Entmachtung des Fürsten durch die eigene Familie ablehnte. 1436 bis 1438 fungierte Ludwig von Ast als Kanzler des Mainzer Erzbischofs Dietrich Schenk von Erbach. 1438 kehrte er unter Kurfürst Ludwig IV. bzw. seinem Vormund Pfalzgraf Otto I. (bis 1442) in seine Stellung als kurpfälzischer Kanzler zurück. Spätestens seit 1436 hatte der Priester ein Kanonikat am Stift St. Maria ad Gradus in Mainz, ab ca. 1439 auch an St. Maria in Erfurt.
Mit Unterstützung der Kurpfalz wurde Ast 1441, gegen seinen Mitbewerber Bernold von Wittstatt, zum Wormser Dompropst gewählt, womit ihm gleichzeitig das daran gekoppelte  Amt des Kanzlers der Universität Heidelberg zufiel. Dort stand ihm als Residenz der sogenannte Wormser Hof zur Verfügung. In jenem Jahr avancierte er auch zum Propst (Oberhaupt) des Martinsstiftes Worms.
Als der Wormser Bischof Friedrich von Domneck am 1. Mai 1445 starb, erfolgte eine strittige Bischofswahl. Wieder kandidierten  Ludwig von Ast und  Bernold von Wittstatt gegeneinander. Abermals konnte Ast – der zwar weder standesmäßig noch von seiner Kölner Herkunft dem örtlichen Adel zugehörte, aber die Protektion der Kurpfalz und des Mainzer Erzbischofs genoss – die Wahl für sich entscheiden. Dietrich Schenk von Erbach gelang es, die Erwählung Ludwigs von Ast durchzusetzen, und er konfirmierte zusätzlich diese Entscheidung als zuständiger Erzbischof. Das führte zu heftigen Auseinandersetzungen im Domkapitel, im Diözesanklerus und in der Stadt, obwohl Ludwig von Ast zweifellos eine große Kompetenz für das Amt besaß. Um den Streit nicht eskalieren zu lassen und Schaden von der Wormser Kirche abzuwenden, resignierte der neue Bischof bereits nach 40 Tagen.
Zum Nachfolger wählte man den Pfälzer Adeligen Reinhard von Sickingen. Unter ihm übte Ludwig von Ast weiterhin das Amt des Wormser Dompropstes und des Propstes von St. Martin aus. Er blieb auch Kanzler der Universität Heidelberg und arbeitete weiterhin für die Kurpfalz. Zusammen mit Bischof Reinhard von Sickingen befürwortete er im September 1451, bei einer kurpfälzischen Ratsversammlung in Heidelberg, die sogenannte Arrogation, wodurch Pfalzgraf Friedrich I.  als Vormund den einjährigen Neffen und Thronfolger Philipp adoptierte und sich auf Lebenszeit, ohne Anspruch der Erbfolge für die eigenen Nachkommen, zum Pfälzer Kurfürsten erklärte.
Als Todesjahr Ludwigs von Ast wird 1455 überliefert. Er galt als Humanist und besaß eine reichhaltige Bibliothek. Dem Kloster Kirschgarten in Worms vermachte Ast seinen gesamten beweglichen Besitz.